# Jakobsnes
 Jakobsnes (nordsamisch: Lávvonjárga; skoltsamisch: Leavanjargg; kvenisch: Jaakonniemi) ist ein Ort in der norwegischen Kommune Sør-Varanger im Fylke Finnmark. Zum 1. Januar 2025 lebten 248 Personen im Grundkreis Jakobsnes.

## Geografie
Jakobsnes liegt am Ostufer des Bøkfjords, einem südlichen Seitenarm des Varangerfjords. Auf der gegenüberliegenden westlichen Fjordseite liegt die Stadt Kirkenes.
Der Ort ist über den Fylkesvei 8110 an das norwegische Straßennetz angebunden. Der Fylkesvei führt von Jakobsnes aus Richtung Süden und mündet nahe der norwegisch-russischen Grenze in die Europastraße 105 (E105).

## Geschichte
Bis 1940 befand sich ein Sägewerk des Holzunternehmens Pasvik Timber in der Ortschaft. Dieses wurde in den 1920er-Jahren gegründet und ging im Jahr 1928 an englische Eigentümer über. Zu dessen Hochzeiten waren rund 250 Personen angestellt. Im Jahr 1932 war die Anzahl bereits auf etwa ein Zehntel gesunken. Während des Weltkriegs wurde die Anlage durch die deutschen Besatzer bombardiert. Nachdem das Sägewerk am 2. Juni 1940 abbrannte, wurde es nicht wieder aufgebaut.